# Лугова (Вінницький район)
Лугова́ — село в Україні, у Іллінецькій міській громаді Вінницького району Вінницької області.

## Історія
1864 року за описом Лаврентія Похилевича село належало відставному полковнику Каетану Миколайовичу Лобачевському, у ньому мешкало 320 православних та 8 римо-католиків, що обробляли 572 десятини землі. Дерев'яну Покровську церкву було побудовано 1856 року на місці колишньої.
Станом на 1885 рік у колишньому власницькому селі Жорницької волості Липовецького повіту Київської губернії мешкало 336 осіб, налічувалось 52 дворових господарства, існували православна церква, водяний млин і винокурних завод.
12 червня 2020 року, відповідно до розпорядження Кабінету Міністрів України № 707-р «Про визначення адміністративних центрів та затвердження територій територіальних громад Вінницької області» село увійшло до складу Іллінецької міської громади.
19 липня 2020 року, в результаті адміністративно-територіальної реформи та ліквідації Іллінецького району, село увійшло до складу Вінницького району.

## Символіка
Затверджена 18 липня 2018 р. рішенням №646 XXXIV сесії міської ради VIII скликання. Автори - Т.В.Герман, К.М.Богатов, В.М.Напиткін.

### Герб
Щит понижено перетятий срібним і зеленим, нижня частина вирубана дугоподібно. У верхній частині червона восьмипроменева комета з хвостом, направленим вгору, у нижній дві срібних коси, покладених в правий і лівий перев'язи, вістрями донизу. Герб вписаний в золотий декоративний картуш і увінчаний золотою сільською короною. Унизу картуша напис "ЛУГОВА".
Коси на зеленому полі – символ назви села; комета означає найвідомішу в Європі Іллінецьку астроблему, слід падіння метеорита.

### Прапор
Квадратне полотнище поділене горизонтально на дві рівновеликі смуги – білу і зелену, вирубану дугоподібно. На верхній смузі червона восьмипроменева комета з хвостом, направленим вгору, у нижній дві білих коси, покладені діагонально, вістрями донизу.

## Пам'ятки

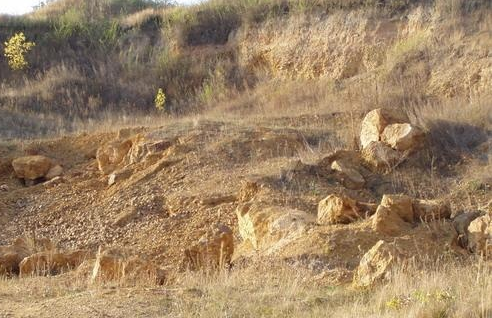
Кратер астероїда

Іллінецька астроблема (кратер астероїда) сформувалась 400 млн. років тому в результаті падіння метеорита масою близько 40 млн. тонн і діаметром 200-300 м . Після катастрофи утворився метеоритно-вибуховий кратер з первісним діаметром 7 км і глибиною 600-800 м. Ця астроблема є найдавнішою в Україні і, навіть, у Європі.
У 2017 р. частина території кратера оголошена геологічною пам'яткою природи  місцевого значення Іллінецький кратер.